# PAK 01
PAK 01 hay PAK Vol.1 là album đầu tay của nam ca sĩ nhạc rock người Việt Nam Phạm Anh Khoa phát hành tháng 8 năm 2007.

## Sản xuất
Sau khi chiến thắng tại Sao Mai điểm hẹn 2006, Anh Khoa trở thành ca sĩ độc quyền cho công ty Music Faces của nhạc sĩ Đức Trí, anh là ca sĩ đầu tiên được Music Faces quảng bá album theo phương thức phát hành MV trên truyền hình trước. Album được sản xuất bởi Đức Trí, ông cũng đảm nhận vai trò hòa âm cùng Võ Thiện Thanh và Dũng DaLat (thành viên nhóm Big Belly Band cùng Phạm Anh Khoa).

## Phát hành
PAK Vol.1 được phát hành vào tháng 8 năm 2007. Trong album có hai ca khúc mang âm hưởng dân ca được biểu diễn theo phong cách rock là “Lý quạ kêu” và “Ngẫu hứng lý ngựa ô”, ngoài ra còn có “Con hạc giấy” ca khúc nhạc phim 1735 km mang phong cách rock ballad.

### Danh sách ca khúc[9][3][10]
| STT | Nhan đề             | Sáng tác         | Thời lượng |
| --- | ------------------- | ---------------- | ---------- |
| 1.  | "Đừng nhìn lại"     | Lương Bằng Quang |            |
| 2.  | "Lý Quạ Kêu"        | Dân ca           |            |
| 3.  | "Ngựa ô thương nhớ" | Trần Tiến        |            |
| 4.  | "Thời gian tôi"     | Đức Trí          |            |
| 5.  | "Tấm gương kỳ diệu" | Nguyễn Đạt       |            |
| 6.  | "Một chiều"         | Đức Trí          |            |
| 7.  | "Con hạc giấy"      | Võ Thiện Thanh   |            |
| 8.  | "Nhắm mắt"          | Tuấn Khanh       |            |
| 9.  | "Thời gian"         | Dũng Đà Lạt      |            |
| 10. | "Lại một ngày"      | Phạm Anh Khoa    |            |

## Đón nhận
| Năm  | Giải thưởng     | Hạng mục                       | Tác phẩm                    | Kết quả   | Chú thích |
| ---- | --------------- | ------------------------------ | --------------------------- | --------- | --------- |
| 2007 | Mai Vàng 2007   | Nam ca sĩ nhạc nhẹ             | Ca khúc "Ngựa ô thương nhớ" | Đề cử     | [ 11 ]    |
| 2007 | Album vàng 2007 | Album được yêu thích (tháng 9) | (album)                     | Đoạt giải | [ 2 ]     |
| 2007 | Album vàng 2007 | Album có ý tưởng thiết kế      | (album)                     | Đoạt giải | [ 12 ]    |